# Chelicerca andesina
Chelicerca andesina is een insectensoort uit de familie Anisembiidae, die tot de orde webspinners (Embioptera) behoort. De soort komt voor in Peru.
Chelicerca andesina is voor het eerst wetenschappelijk beschreven door Ross in 2003.